# Сречко Косовел
Сречко Косовел (Сежана, 18. март 1904 — Томај, 27. мај 1926) је био словеначки песник.
Косовел је умро млад, са само 22 године, и током живота није објавио ниједну књигу али се у потоњој историји књижевности и књиженој критици сматра за једног од најистакнутијих словеначких песника.

## Биографија
Рођен је 1904. године од Антона и Катарине Косовел у Сежани, која се тада налазила у Аустроугарској. Његова мајка која је потицала од словеначке фамилије из Трста имала је 40 година када га је родила. Његов отац је био учитељ. Сречко је био најмлађи од петоро деце, а живели су у селу Томај до 1924.
Дјетинство је провео у Красу, а школовао се у Љубљани, гдје је завршио гимназију 1922, похађао студије славистике, романистике и филозофије све до непосредно пред смрт.
Писао је од најмлађих дана. Са 11 је једна његова песма је публикована у магазину Звончек. Први светски рат је био трауматизовајући за њега, поготову када су се борбе од 1915. године водиле на 15 километара од његовом места становања.
Умро је од менингитиса као слушалац романистике и славистике у Љубљани 27. маја 1926. године.

## Дела
Написао је: Златни чон, Интеграли, а постхумно су објављена Сабрана дјела (1977).
Године 1922. године покренуо је с друговима часопис Лепа Вида; 1924. године основао литерарно-драмску групу "Иван Цанкар"; учествовао при издавању часописа Младина.
Косовелова поезија произилази из три уметничка покрета: импресионизам, експресионизам и конструктивизам. Такође у његовој поезији се налазе елементи дадаизма, надреализма и футуризма. Његов стил је веома комплексан да би могле да се идентификуј поједини уметнички покрети. Његова дела показују његову бригу према социјалним и политичким проблемима на просторима Словеније. Његови стихови су пуни хумора, ироније и осећања трагедије.
Мотив смрт био је стално присутан у његовој поезији, а непрестана слутња смрти успостављали су мјеру његовог односа према животу. Његов екстатичан доживљај природе и живота преобратио се у екстазу смрти, те је танкоћутни пјесник краса био, истовремено, и тамнослути лирик смрти. Разоткривао је све присуство хаоса, „хаоса у нама и око нас“, али није резимирао, него га је сматрао животом који проживјети. За њега је реализам био јунаштво гледати живот какав јесте, а ипак га живјети.
Често се упоређује са другим европским ауторима његове генерације попут Мађара Атиле Јожефа, Италијана Цезаре Павесе или Шпанца Федерика Гарсије Лорке.